# Official Singles Chart
L'Official Singles Chart (precedentemente nota come UK Singles Chart) è una classifica musicale dei singoli discografici stilata dalla Official Charts Company (OCC) a nome dell'industria di registrazione britannica. La classifica, valevole dalla domenica al sabato seguente, compare sulla rivista Music Week ed è pubblicata online sul sito Yahoo! Music UK (già Dotmusic). La classifica elenca le canzoni di maggior successo basandosi sulla vendita di dischi, sullo streaming e sul download a pagamento.
Dal 1969 la classifica singoli è considerata dall'OCC quella ufficiale; è succeduta alla Record Retailer Chart, valida dal 1960 al 1969 - che, a sua volta, aveva sostituito la NME Chart, valida dal 1952 al 1960.

## Metodologia
Un singolo, per essere idoneo ad entrare nella classifica non deve durare più di 25 minuti, nel caso si tratti di un brano in formato digitale la durata massima è di 15 minuti. La canzone deve avere un prezzo minimo di vendita di 40 penny. I criteri sono mutati spesso nei decenni per adattarsi al cambiamento tecnologico. Dal 2005 viene incluso il conteggio dei download digitali e dal luglio 2014 lo streaming.

## Record della classifica

### Artisti con più singoli alla posizione numero uno
Gli artisti musicali che hanno raggiunto più volte la posizione numero 1 della Official Singles Chart sono:
- 21 – Elvis Presley
- 18 – The Beatles
- 14 – Cliff Richard
- 14 – Westlife
- 14 – Ed Sheeran
- 13 – Madonna
- 12 – Take That
- 11 – Calvin Harris
- 11 – Eminem
- 10 – Elton John

Nota: Sono esclusi i singoli accreditati a gruppi o singoli di beneficenza a cui l'artista può aver contribuito.

### Maggior numero di settimane alla posizione numero uno per artista
| Posizione | Artista       | Settimane alla numero 1 |
| --------- | ------------- | ----------------------- |
| 1         | Elvis Presley | 80                      |
| 2         | The Beatles   | 70                      |
| 3         | Ed Sheeran    | 61                      |
| 4         | Cliff Richard | 46                      |
| 5         | Calvin Harris | 39                      |
| 6         | Justin Bieber | 38                      |
| 7         | Frankie Laine | 32                      |
| 8         | ABBA          | 31                      |
| 8         | Drake         | 31                      |
| 10        | Madonna       | 29                      |
| 10        | Take That     | 29                      |

### Maggior numero di settimane alla posizione numero uno per canzone
| Settimane | Artista/i                                     | Canzone                           | Anno/i           | Fonte/i |
| --------- | --------------------------------------------- | --------------------------------- | ---------------- | ------- |
| 18        | Frankie Laine                                 | I Believe                         | 1953             | [ 5 ]   |
| 16        | Bryan Adams                                   | (Everything I Do) I Do It for You | 1991             | [ 5 ]   |
| 15        | Wet Wet Wet                                   | Love Is All Around                | 1994             | [ 5 ]   |
| 15        | Drake feat. Wizkid e Kyla                     | One Dance                         | 2016             | [ 5 ]   |
| 14        | Queen                                         | Bohemian Rhapsody                 | 1975-76/ 1991-92 | [ 5 ]   |
| 14        | Ed Sheeran                                    | Shape of You                      | 2017             | [ 5 ]   |
| 13        | Alex Warren                                   | Ordinary                          | 2025             | [ 5 ]   |
| 11        | Slim Whitman                                  | Rose Marie                        | 1955             | [ 5 ]   |
| 11        | Luis Fonsi & Daddy Yankee feat. Justin Bieber | Despacito                         | 2017             | [ 5 ]   |
| 11        | Tones and I                                   | Dance Monkey                      | 2019             | [ 5 ]   |
| 11        | Ed Sheeran                                    | Bad Habits                        | 2021             | [ 5 ]   |

### Maggior numero di settimane nella top 10 per artista
Nota: Tra le canzoni entrate nella top 10 si considerano per ogni artista anche quelle registrate assieme a una band, altri artisti o un collettivo di artisti.
| Numero di canzoni | Artista         | Settimane totali in top 10 |
| ----------------- | --------------- | -------------------------- |
| 76                | Elvis Presley   | 386                        |
| 68                | Cliff Richard   | 333                        |
| 63                | Madonna         | 228                        |
| 55                | Paul McCartney  | 302                        |
| 50                | Michael Jackson | 176                        |
| 49                | Robbie Williams | 160                        |
| 41                | The Shadows     | 143                        |
| 38                | Eminem          | 159                        |
| 36                | Kylie Minogue   | 125                        |
| 35                | John Lennon     | 235                        |

### Maggior numero di settimane nella top 100
- Mr. Brightside di The Killers (462 settimane non consecutive in classifica)
- Blinding Lights di The Weeknd (105 settimane consecutive in classifica)